# Vapour-Phase-Trocknung
Die Vapour-Phase-Trocknung (von englisch vapour-phase drying ‚Gas- bzw. Dampfphasentrocknung‘) gilt heute als effektivstes und besonders schonendes Verfahren zur industriellen Trocknung von Leistungstransformatoren (3-Phasen-Transformatoren), von Messwandlern und von großen Hohlstabisolatoren (engl. bushings) sowie von Transformatorspulen und anderen isolierten Hochspannungsbauteilen und erfolgt unter Vakuum und mittels eines Lösungsmittels (Kerosin). Das Verfahren wird in der Produktion sowie bei Reparaturen und der Wiederbefüllung mit Öl eingesetzt. Es gibt stationäre und mobile Vapour-Phase-Trocknungsanlagen.
Unter „Trocknung“ versteht man hierbei die Reinigung der Isolierstoffe und Materialien (Transformatorenöl- und Zellulose-haltiges Papier und Pressboard) von Feuchtigkeit und anderen Verunreinigungen, die eine Leistungsminderung oder negative Beeinflussung des Transformators bewirken können.
Durch den Einsatz von (brennbarem) Kerosin ist die gesamte Anlage permanent unter Vakuum (Sauerstoffabschluss) zu halten und Explosionsschutz ATEX anzuwenden.

## Funktionsweise und Prinzip
Die Vapour-Phase-Trocknung ist ein komplexes und mehrstufiges Trocknungsverfahren und dient, neben dem Entzug von Feuchtigkeit und Sauerstoff, der Abscheidung von Transformatorenöl durch Kerosindampf (Vapour Phase) aus der Isolation imprägnierter Transformatoren. Generell sollen durch das Verfahren die notwendigen dielektrischen Eigenschaften der Isolierung und damit die Betriebssicherheit des Transformators hergestellt beziehungsweise erhalten werden.
In Reihe oder in Kombination erfolgen dazu die voll-automatischen Arbeitsschritte wie Aufheizen, Verdampfen, Evakuieren, Destillieren, Trennen und Abkühlen.
Die wesentlichen Arbeitsschritte werden nachfolgend beschrieben:
Nach dem Einbringen des Trockengutes (Transformator) in die Trockenkammer (Autoklav) wird die Anlage mittels Vor-Vakuum evakuiert.
Das Aufheizen des mehrere Tonnen wiegenden Trafo-Aktivteils erfolgt durch Einleitung von heißem Kerosindampf, der die Wärmeenergie überträgt und bis zur Erreichung der Zieltemperatur zunächst kondensiert und dadurch bereits Wasser und Öl „auswäscht“.
Das Gemisch aus Kerosin, Wasser und Öl wird über Abscheider abgeführt und später gereinigt den Stoffkreisläufen wieder zugeführt.
Bei Erreichen der Zieltemperatur oder dem Siedepunkt des Wassers werden die Dämpfe mittels Vakuum abgesaugt, kondensiert und wie oben beschrieben gereinigt. Hierzu wird ein Feinvakuum bis auf 0,1 mbar erzeugt, um auch tief in der Isolierschicht eingeschlossene Feuchtigkeit zu evakuieren.
Anschließend kann das vollständig getrocknete Bauteil langsam abgekühlt und belüftet werden. Parallel werden die gemischten Flüssigkeiten wieder aufbereitet für den neuerlichen Einsatz und die Anlage ist wieder betriebsbereit.

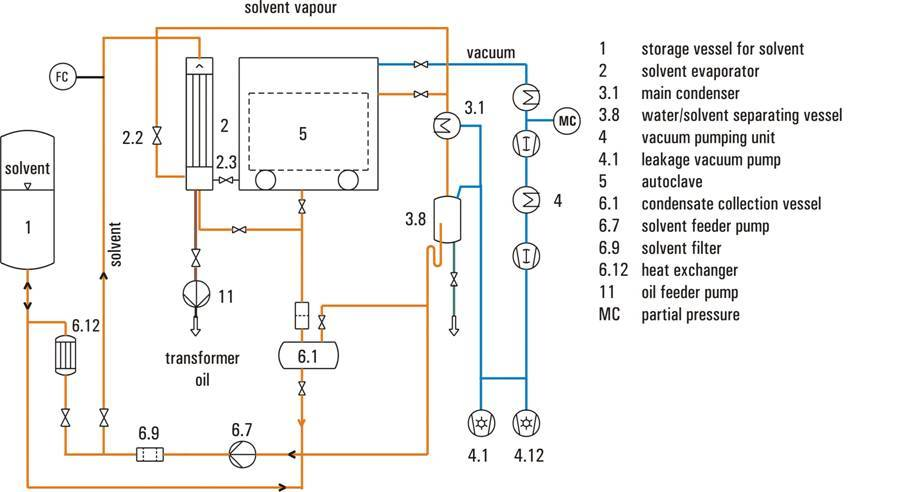
Schematische Darstellung der Vapour-Phase-Trocknung mit Fallfilmverdampfer

Der getrocknete Transformator kommt anschließend in sein Gehäuse und wird zeitnah mit aufbereitetem Öl geflutet, um eine „Rückbefeuchtung“ durch die Umgebung zu vermeiden.
Die Trocknungs- und Zykluszeit des Verfahrens ist vom zu heizenden Gesamtgewicht, der Isolierschicht und dem Wassergehalt abhängig und kann mehrere Tage betragen.
Wesentliche Bauteile einer Vapour-Phase-Trocknungsanlage sind:
1. Kerosin-Vorratsbehälter
2. Kerosin-Verdampfungseinrichtung (Fallfilmverdampfer)
3. Kondensationseinrichtung
4. Vakuumpumpsatz
5. Vakuum-Kessel (Autoklav)
6. Sammel- und Fördereinrichtung für Kerosin-Kondensat und Gemische
7. Kühlwasser- und Druckluftüberwachung
8. Elektrische Steuerung

## Geschichte
Seit circa 100 Jahren wird Papier als Hochspannungsisolierung verwendet, getrocknet und anschließend vor Rückbefeuchtung geschützt.
Zunächst wurde Papier durch Heißluft in geschlossenen Kammern getrocknet und später zur Effektivitätssteigerung durch Ventilatoren und Evakuierungssysteme unterstützt (Konvektionstrocknung).
Kerosin als Lösungsmittel zu verwenden, ist seit einem System von Westinghouse aus dem Jahr 1950 bekannt und seit den 1970er Jahren wurde das Vapour-Phase-Verfahren stetig verbessert und weiter entwickelt. Zunächst wurden Tauchröhren-Verdampfer sowie Zirkulations- und Kaskaden-Verdampfer eingesetzt. Ab 1995 kamen Dünnschicht-Verdampfer (Fallfilmverdampfer) zur weiteren Verbesserung zum Einsatz.
Seit 2003 werden insbesondere für mobile Vapour-Phase-Trocknungsanlagen auch kompakte Expansionsverdampfer eingesetzt und verwendet.
Vorteile gegenüber anderen Prozessen (Konvektion) sind zum Beispiel die höhere Trocknungstemperatur und eine sehr gute und gleichmäßige Wärmeübertragung aufgrund von Tröpfchen- und Dünnschichtkondensation. Zwischendruckabsenkungen im Trocknungsprozess sorgen für effiziente Entfernung von Wasser und Kerosin aus der Isolation und ermöglichen geringere Trocknungszeiten sowie deutliche Energieeinsparungen. Der Umweltschutz wird durch geschlossene Kreisläufe und die Verhinderung von Ölkontaminationen gewährleistet.